# 東昌区 (上海市)
東昌区（とうしょう-く）は中華人民共和国上海市にかつて存在した区。現在の浦東新区の一部に相当する。

## 歴史
1952年に設置された。1958年に廃止、東郊区と統合され浦東県に改編された